# Roberto Locci
Roberto Locci (geb. vor 1982) ist ein italienischer Kameramann und Filmregisseur.
Locci war nach ersten Erfahrungen als Kameraführer und nach Engagements im Hardcore-Bereich seit 1982 als Kameramann an einigen Filmen beteiligt und trat ab 1986 als Regisseur von dokumentarischen Kurzfilmen in Erscheinung. 1993 inszenierte er seinen einzigen langen Spielfilm, den kaum in Umlauf gekommenen Una casa sotto il cielo. Nach diesem Misserfolg zog sich Locci aus der Branche zurück.